# نيقولا أبانيانو
نيقولا أبانيانو (بالإنجليزية: Nicola Abbagnano)‏ فیلسوف إيطالي (1901۔ 1990). درس تاریخ الفلسفة في جامعة تورينو وأدخل الوجودية إلى الثقافة الإيطالية بعد أن أعطاها تأويلا خاصًا أسماه «الوجودية الإيجابية».

## مؤلفاته
من مؤلفاته:
- بنية الوجود (1939).
- الفلسفة، الدين، العلم (1947).
- تاریخ الفلسفة (1946 - 1950).
- اللامكان والحرية (1956).
- معجم الفلسفة (1961).

## روابط خارجية
- نيقولا أبانيانو على موقع الموسوعة البريطانية (الإنجليزية)
- نيقولا أبانيانو على موقع إن إن دي بي (الإنجليزية)